# Premier Consul (1800)
Pour les autres navires du même nom, voir Premier Consul.
 (août 2022).
Le Premier Consul est un sloop de guerre corsaire français lancé en 1800 à Nantes. La Royal Navy le capture en 1801 et le rebaptise HMS Scout. Il sombre plus tard cette année-là avec la perte de tout son équipage.

## Carrière
Le Premier Consul est commandé en décembre 1800 à Saint-Malo. Elle part vers le 18 février 1801, dirigée par J. Pinson,. 
Lors de son premier voyage, elle capture, à 21 jours de Saint Malo, une goélette portugaise naviguant de Lisbonne vers l'Irlande. Un peu après, HMS Dryad la capture à l'ouest de l'Irlande le 5 mars après une poursuite de 3 heures. Elle a un équipage de 150 hommes. 
Entre juin et octobre 1801, elle subit un aménagement à Portsmouth. La Royal Navy la commande en septembre sous les ordres du commandant Henry Duncan. 
Duncan navigue le Scout pour la Terre-Neuve le 20 octobre 1801. Elle n'est jamais arrivée et est présumée perdue avec tout son équipage,. Le grade de post-captain est attribué à titre posthume à Henry Duncan en avril 1802.